# ISO 3166-2:JM
Die Liste der ISO-3166-2-Codes für  Jamaika enthält die Codes für die 14 Parishes.

Die Codes bestehen aus zwei Teilen, die durch einen Bindestrich voneinander getrennt sind. Der erste Teil gibt den Landescode gemäß ISO 3166-1 (für  Jamaika JM), der zweite den Code für die Parishes wieder.
Die aktuellen Codes stehen auf der Seite der ISO unter #iso:code:3166:JM zur Verfügung.

Jamaika hat noch drei übergeordnete Countys. Diese sind jedoch nicht codiert.

Parishes in Jamaika

| Parish          | Code  |
| --------------- | ----- |
| Clarendon       | JM-13 |
| Hanover         | JM-09 |
| Kingston        | JM-01 |
| Manchester      | JM-12 |
| Portland        | JM-04 |
| Saint Andrew    | JM-02 |
| Saint Ann       | JM-06 |
| Saint Catherine | JM-14 |
| Saint Elizabeth | JM-11 |
| Saint James     | JM-08 |
| Saint Mary      | JM-05 |
| Saint Thomas    | JM-03 |
| Trelawny        | JM-07 |
| Westmoreland    | JM-10 |